# Soukouma (langue)
Cet article concerne la langue soukouma. Pour le peuple soukouma, voir Soukouma.
Le soukouma, aussi appelé kesukuma ou kisukuma, est une langue bantoue parlée en Tanzanie au sud du lac Victoria par près de 5,44 millions de personnes en 2006.

## Écriture
| A a | B b | Ch ch | D d | E e | F f | G g | H h | I i | Ī ī | J j | K k | L l |
| M m | N n | O o   | Ó ó | P p | S s | T t | U u | Ū ū | V v | W w | Y y | Z z |